# 질확장기

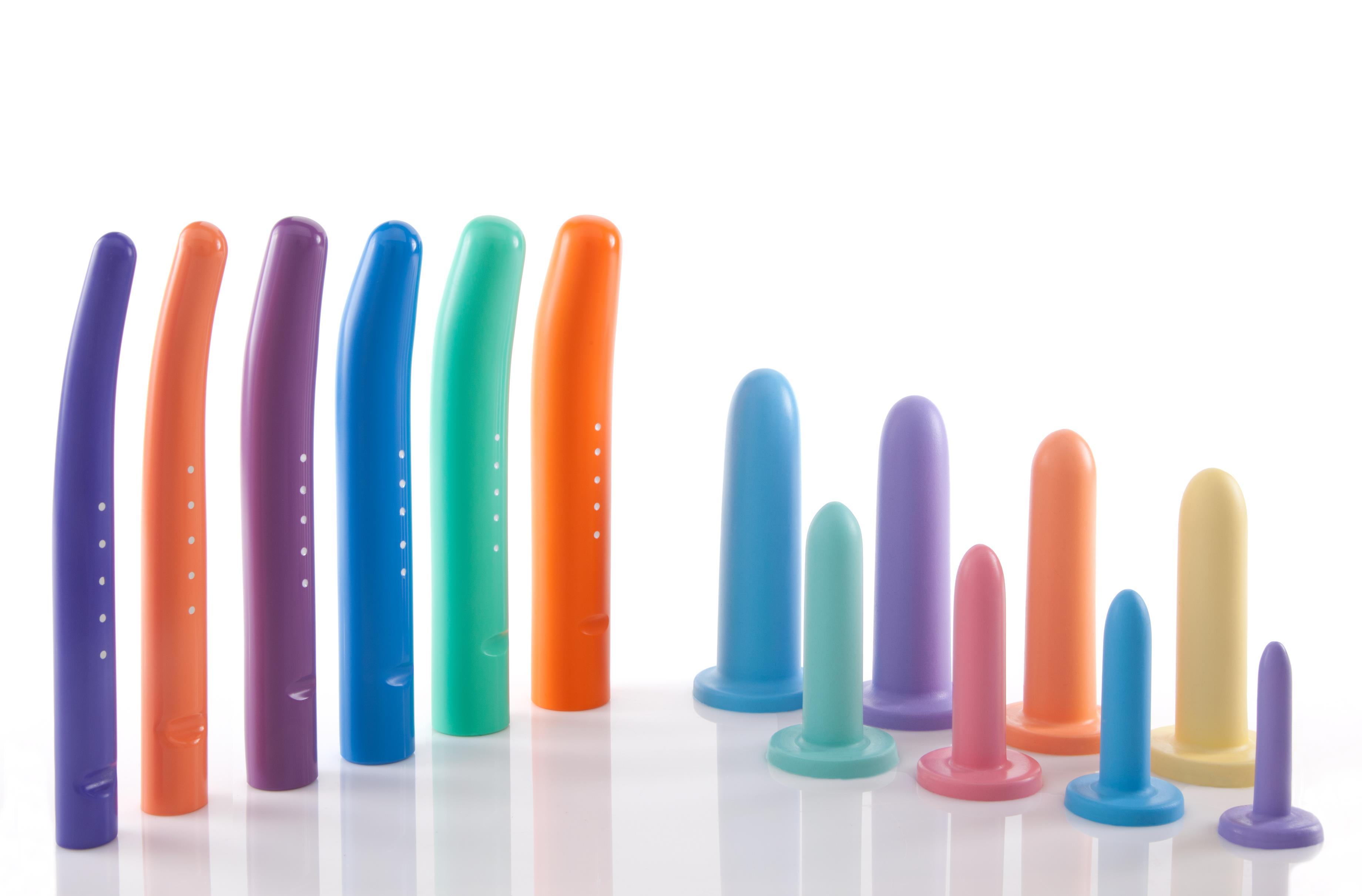
플라스틱 및 실리콘으로 만들어진 질확장기

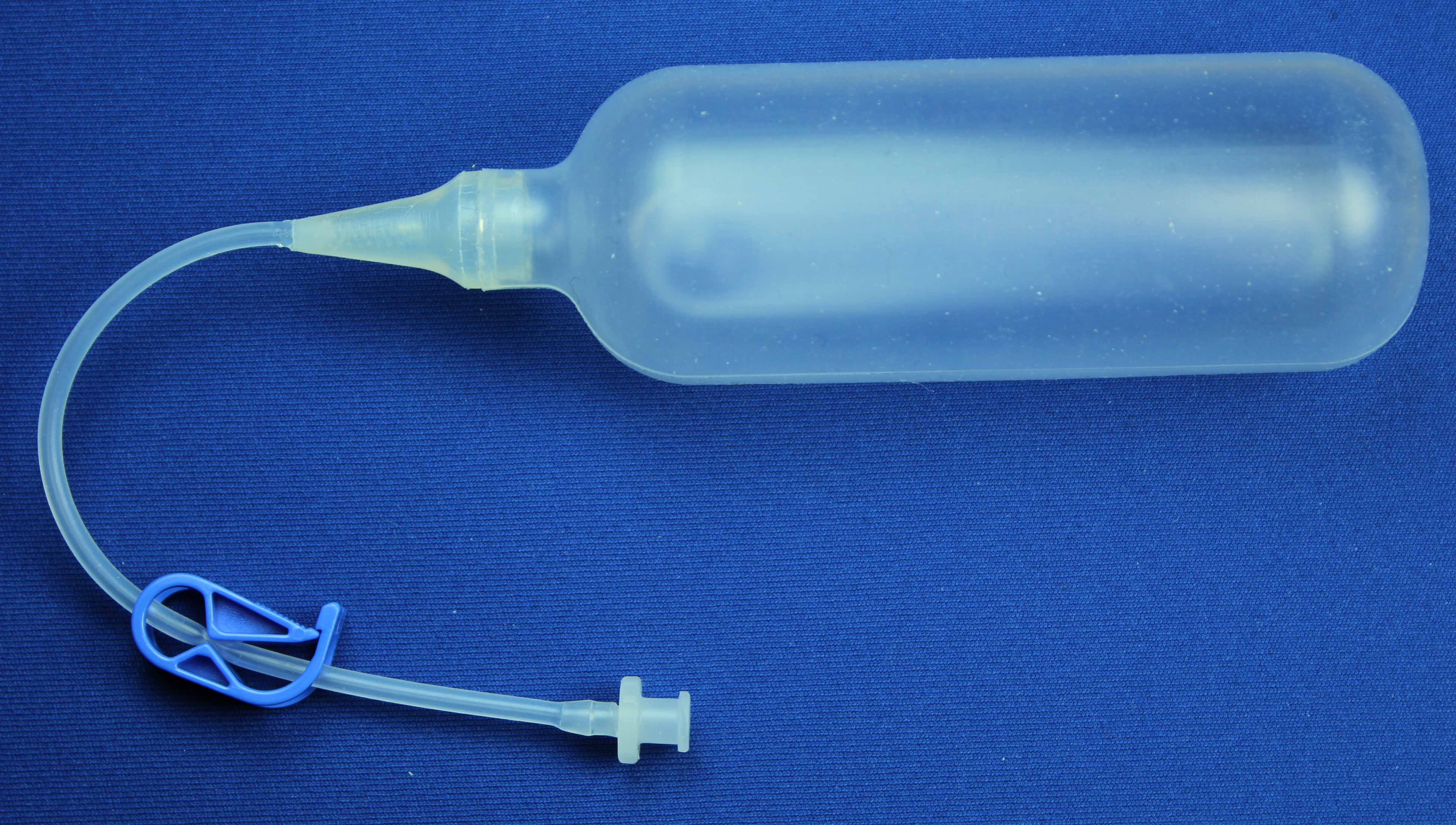
ZSI 200 NS 질 확장기

질확장기(vaginal dilator, vaginal trainer, vaginal stent, vaginal expander)는 질이 좁아졌거나 없어서 새로 만든 사람이 질을 확장시키는 기구이다. 여성화 성전환 수술을 받은 트랜스여성은 평생 질을 확장시키는 작업이 필요하다.

## 같이 보기
- 딜도